# Вагал рудий
Вагал рудий (Stizorhina fraseri) — вид горобцеподібних птахів родини дроздових (Turdidae). Мешкає в Центральній Африці. Вид названий на честь британського зоолога і колекціонера Луїса Фрейзера, який вперше отримав голотип рудого вагала.

## Опис
Довжина птаха становить 18-20 см, вага 27-44 г. Верхня частина тіла переважно рудувато-коричнева, нижня частина тіла руда. Хвіст довгий, коричневий, крайні стернові пера руді. Нижні покривні пера крил іржасті, помітні в польоті. Виду не притаманний статевий диморфізм. Спів — висхідна серія посвистів.

## Підвиди
Виділяють три підвиди:
- S. f. fraseri (Strickland, 1844) — острів Біоко;
- S. f. rubicunda (Hartlaub, 1860) — від південно-східної Нігерії до півночі ДР Конго, північного заходу Замбії і Анголи;
- S. f. vulpina Reichenow, 1902 — південь Південного Судану, північний схід ДР Конго і Уганда.

Бурий вагал раніше вважався конспецифічним з рудим вагалом, однак був визнаний окремим видом.

## Поширення і екологія
Руді вагали мешкають в Нігерії, Камеруні, Республіці Конго, Демократисній Республіці Конго, Центральноафриканській Республіці, Південному Судані, Габоні, Екваторіальній Гвінеї, Уганді, Анголі і Замбії. Вони живуть у вологих рівнинних і гірських тропічних лісах, в заростях на берегах річок і озер, на плантаціях. Зустрічаються на висоті до 1500 м над рівнем моря.